# Entre Chronos e Kairós
Entre Chronos e Kairós é o primeiro álbum de estúdio do rapper e compositor brasileiro Alves, lançado pelo selo da gravadora Som Livre em novembro de 2022.
O álbum foi lançado um ano após a conquista de Alves no Duelo de MCs nacional 2020, e conta com a participação de diversos artistas da cena brasileira de Hip-Hop, como Cesar MC, Dudu, Noventa, e o cantor Marcos Almeida. Ademais, "Entre Chronos e Kairós" também possui a produção musical dos beatmakers DJ Caíque, Emtee Beats, Leyrm, Nobre, entre outros.

## Descrição
Todas as músicas foram gravadas em um estúdio no Espírito Santo, sendo que normalmente os beats e instrumentais foram enviados por e-mail para Alves efetuar as gravações à distância. "Entre Chronos e Kairós" é o álbum de estreia de Alves, funciona como um indicativo evidente de lirismo que conta sobre questões sociais, a fé religiosa de Alves, e relatos sobre a sua trajetória no mundo do Hip-Hop. O álbum não necessariamente utiliza um gênero ou conceito específico, logo Alves transita entre ritmos e fórmulas pouco usuais de forma a se distanciar de outros nomes recentes da produção brasileira. Sendo que frações poéticas que vão de elementos da cultura Hip-Hop em uma linguagem acessível, despretensiosa, mas consciente, um cuidado que se reflete até a faixa de encerramento do disco, Falsa Vitrine, onde Alves transmite sua opinião sobre pontos de religiosidade. Existe também a música Sangue que contém a participação especial do rapper Dudu, e a produção musical de Emtee Beats da Intercala Records, e relata sobre a trajetória de Alves na Batalha de Rap e suas reflexões sobre a sociedade contemporânea.

## Faixas
| Nº | Título            | Compositor(es)        | Produção (Beat) | Sample(s) |
| -- | ----------------- | --------------------- | --------------- | --------- |
| 1  | Estilo Clássico   | Alves                 | Nobre           |           |
| 2  | Sangue            | Alves, Dudu           | Emtee Beats     |           |
| 3  | Nada é Impossível | Alves                 | Leyrm           |           |
| 4  | Zona de Confronto | Alves, Noventa        | DJ Caíque       |           |
| 5  | Vai Doer          | Alves, Hemi           | DJFILLSP        |           |
| 6  | E aí Zé           | Alves, Marcos Almeida | Marcos Almeida  |           |
| 7  | Dias Chuvosos     | Alves                 | Nobre           |           |
| 8  | Nem Demora        | Alves, VK             | THXLIS          |           |
| 9  | Guerra Interna    | Alves                 | Leyrm           |           |
| 10 | Falsa Vitrine     | Alves, Cesar MC       | Nobre           |           |